# Geneviève Hébert
Geneviève Hébert, née en 1973 à Fleurimont (Québec), est une entrepreneure et femme politique québécoise, élue députée de Saint-François à l'Assemblée nationale du Québec sous la bannière de la Coalition avenir Québec lors des élections générales du 1er octobre 2018. 

## Biographie
Née en 1973 à Fleurimont, une ancienne ville devenue un arrondissement de la ville de Sherbrooke, Geneviève Hébert est mariée à Joël Vaillancourt et est mère de deux enfants, maintenant adultes.

### Carrière professionnelle
Elle est pendant 14 ans la propriétaire de la boutique Mère Poule. En 2011, elle vend cette boutique spécialisée en vêtements pour jeunes enfants et en produits d'allaitement. En 2012, elle est directrice des ventes et chargée de projets pour un entrepreneur en construction résidentielle.

### Carrière politique

#### Tentative municipale
Le 29 juin 2017, elle annonce sa candidature au titre de conseillère municipale pour l’équipe du Renouveau sherbrookois dans le nouveau district de l'Hôtel-Dieu à Sherbrooke. Elle est toutefois battue lors de ces élections.

#### Scène provinciale
L'année suivante, le 6 avril 2018, le chef de la Coalition avenir Québec François Legault annonce la candidature de Geneviève Hébert pour son parti dans la circonscription de Saint-François. Lors des élections du 1er octobre 2018, elle remporte la victoire avec plus de 4 400 votes et devient députée à l'Assemblée nationale du Québec.
Geneviève Hébert est réélue lors des élections du 3 octobre 2022.

## Résultats électoraux
|                                                                                               | Nom                         | Parti                    | Nombre de voix | %      | Maj.  |
| --------------------------------------------------------------------------------------------- | --------------------------- | ------------------------ | -------------- | ------ | ----- |
|                                                                                               | Geneviève Hébert (sortante) | Coalition avenir         | 17 280         | 42,4 % | 5 789 |
|                                                                                               | Mélissa Généreux            | Québec solidaire         | 11 491         | 28,2 % | -     |
|                                                                                               | Dany Bernier                | Conservateur             | 4 483          | 11 %   | -     |
|                                                                                               | Sylvie Tanguay              | Parti québécois          | 3 712          | 9,1 %  | -     |
|                                                                                               | Claude Charron              | Libéral                  | 3 220          | 7,9 %  | -     |
|                                                                                               | Colleen McInerney           | Parti canadien du Québec | 285            | 0,7 %  | -     |
|                                                                                               | Olivier Dion                | Climat Québec            | 257            | 0,6 %  | -     |
| Total                                                                                         | Total                       | Total                    | 40 728         | 100 %  |       |
| Le taux de participation lors de l'élection était de 69,4 % et 566 bulletins ont été rejetés. |                             |                          |                |        |       |

|                                                                                               | Nom                | Parti               | Nombre de voix | %      | Maj.  |
| --------------------------------------------------------------------------------------------- | ------------------ | ------------------- | -------------- | ------ | ----- |
|                                                                                               | Geneviève Hébert   | Coalition avenir    | 13 524         | 34,7 % | 4 450 |
|                                                                                               | Charles Poulin     | Libéral             | 9 074          | 23,3 % | -     |
|                                                                                               | Kévin Côté         | Québec solidaire    | 8 833          | 22,7 % | -     |
|                                                                                               | Solange Masson     | Parti québécois     | 6 304          | 16,2 % | -     |
|                                                                                               | Mathieu Morin      | Vert                | 691            | 1,8 %  | -     |
|                                                                                               | Cyrille Mc Elreavy | Citoyens au pouvoir | 514            | 1,3 %  | -     |
| Total                                                                                         | Total              | Total               | 38 940         | 100 %  |       |
| Le taux de participation lors de l'élection était de 69,2 % et 677 bulletins ont été rejetés. |                    |                     |                |        |       |

| Candidat                                | Candidat                                | Parti                                   | Voix  | %     |
| --------------------------------------- | --------------------------------------- | --------------------------------------- | ----- | ----- |
|                                         | Rémi Demers (Sortant)                   | Indépendant                             | 2 149 | 60,54 |
|                                         | Geneviève Hébert                        | Renouveau sherbrookois                  | 788   | 22,20 |
|                                         | André Poulin                            | Sherbrooke citoyen                      | 613   | 17,27 |
| Total                                   | Total                                   | Total                                   | 3 550 | 100%  |
| Nombre d'inscrits/Taux de participation | Nombre d'inscrits/Taux de participation | Nombre d'inscrits/Taux de participation | 8 297 | 42,79 |